# Murinke
Murinke (lat. Muraenidae), porodica riba iz reda jeguljki. Krv ovih riba je otrovna zbog raznih ihtiokemotoksina koji se nalazi u njoj, no oni su termolabilni, a nalaze se i u ugorima, jeguljama i paklarama, a i ugriz joj je bolan, tako da je na zlu glasu. Porodica obuhvaća 16 rodova i 200 vrsta.
Murine žive na morskom dnu gdje se sakrivaju po rupama. U Jadranu živi Murina žutošarka (Muraena helena) i Murina crnjka (Gymnothorax unicolor), a na području mediterana Enchelycore anatina i Anarchias euryurus.

## Rodovi
- Potporodica Muraeninae
  - Diaphenchelys McCosker & Randall, 2007
  - Echidna Forster, 1788
  - Enchelycore Kaup, 1856
  - Enchelynassa Kaup, 1855
  - Gymnomuraena Lacepède, 1803
  - Gymnothorax Bloch, 1795
  - Monopenchelys Böhlke & McCosker, 1982
  - Muraena Linnaeus, 1758
  - Pseudechidna Bleeker, 1863
  - Rhinomuraena Garman, 1888
  - Strophidon McClelland, 1844
- Potporodica Uropteryginae
  - Anarchias Jordan & Starks, 1906
  - Channomuraena Richardson, 1848
  - Cirrimaxilla Chen & Shao, 1995
  - Scuticaria Jordan & Snyder, 1901
  - Uropterygius Rüppell, 1838

## Vanjske poveznice
|  | Zajednički poslužitelj ima još gradiva o temi Murinke |
|  | Wikivrste imaju podatke o taksonu murinkama           |